# Toyosuke Hata
Toyosuke Hata (秦 豊助 Hata Toyosuke?, 29 de septiembre de 1872-4 de febrero de 1933) fue un político y ministro del Imperio del Japón, que fue gobernador de la Prefectura de Akita y de la de de Tokushima, diputado de la Cámara Baja de la Dieta de Japón en siete legislaturas.

## Funcionario
Hata nació en Tsukiji, en Tokio, donde su padre, magnate naviero, era vicepresidente de la Asamblea Metropolitana. Hata se graduó en la facultad de Derecho de la Universidad de Tokio y obtuvo un puesto de funcionario en el Ministerio del Interior en 1896.
Fue nombrado asesor legal de la Prefectura de Fukui en mayo de 1897. Luego trabajó en las de Ehime, Chiba y Kanagawa. Fue enviado a estudiar a Europa en abril de 1905 y volvió a Japón en mayo de 1906. Se lo envió como representante del Ministerio del Interior a la Prefectura de Nagasaki en julio de 1906.

## Carrera política
Fue nombrado gobernador de la Prefectura de Akita en marzo de 1912; mantuvo el cargo hasta 1914. Luego desempeñó el mismo cargo en la de Tokushima de 1914 a 1915. Pasó a la política nacional en las elecciones de 1915, en las que fue elegido diputado por la prefectura de Saitama. Fue reelegido seis veces. Fue viceministro en varias ocasiones y en julio de 1927 se lo nombró secretario general del partido Rikken Seiyūkai.
Fue ministro de Asuntos Coloniales a partir de diciembre de 1931 en el gabinete de Inukai administración hasta que el Gobierno cayó tras el Incidente del 15 de mayo de 1932. Falleció al año siguiente con sesenta y un años.
| Predecesor Wakatsuki Reijirō | Ministro de Asuntos Coloniales Diciembre de 1931-mayo de 1932 | Sucesor Ryūtarō Nagai |